# Diệp Tuyền
Diệp Tuyền (giản thể: 叶璇; phồn thể: 葉璇; bính âm: Yè Xuán; Việt bính: Jip6 Xun4, tiếng Anh: Michelle Ye Xuan, sinh ngày 14 tháng 2 năm 1980) là một nữ diễn viên người Trung Quốc.

## Tiểu sử
Diệp Tuyền (叶璇) sinh ra ở Hàng Châu, lớn lên ở Mỹ trong một gia đình rạn nứt. Lên 9 tuổi, mẹ Diệp Tuyền bỏ nhà ra đi, năm 13 tuổi, Diệp Tuyền đã học cách sống độc lập. Năm 18 tuổi, Diệp Tuyền đại diện cho bang New York đi dự thi Hoa hậu Hoa Kiều quốc tế, và đã thắng giải hoa hậu.Diệp Tuyền ký hợp đồng với TVB sau khi thắng giải Hoa hậu Hoa Kiều thế giới, bắt đầu bước chân vào ngành giải trí và trở thành minh tinh.Phim truyền hình đầu tiên Diệp Tuyền đóng là Đát Kỷ Trụ Vương, sau đó là Cuộc Đời tươi Đẹp, Chuyện Tình Trên Mạng, và nhiều bộ phim khác và đã trở thành hoa đán nổi tiếng nhất của TVB.

## Các phim đã tham gia

### Phim truyền hìnhTVB
| Năm               | Tên Phim              | Tên tiếng Anh               | Vai Diễn              |
| ----------------- | --------------------- | --------------------------- | --------------------- |
| 2000              | Chuyện Đường Phố      | Street Fighters             | Hà Hỷ                 |
| Cuộc Đời Tươi Đẹp | Reaching out          | Doãn Tuyết Nghi             |                       |
| 2001              | Đắc Kỷ Trụ Vương      | Gods Of Honour              | Dương Liên Hoa        |
| 2002              | Chuyện Tình Trên Mạng | Network Love Story          | Dương Tuệ Mẫn         |
| 2002              | Mạnh Lệ Quân          | Eternal Happiness           | Mạnh Lệ Quân          |
| 2002              | Bước Ngoặt Cuộc Đời   | Golden Faith                | Trình Tiểu Vũ         |
| 2003              | Không Thể Khuất Phục  | Lofty Water Verdant Bow     | Lệ Thắng Nam          |
| 2003              | Ông Bố Vợ             | The Driving Power           | Đinh Minh Châu        |
| 2003              | Bao La Vùng Trời      | Triumph in the Skies        | Đồng Hy Hân           |
| 2004              | Tiết Tấu Tình Yêu     | Hard Fate                   | Tôn Yến Thu (lúc trẻ) |
| 2005              | Duyên Tình Tây Sương  | Lost In The Chamber Of Love | Thôi Oanh Oanh        |
| 2005              | Vua Thảo Dược         | The Herbalist's Manual      | Đông Thăng            |

### Phim Truyền Hình Trung Quốc
- 2003:Độc điệp - vai La Di Bình
- 2005:World's Finest | Thiên Hạ Đệ Nhất Kiếm - vai Thượng Quan Hải Đường
- 2005:Central Affairs | Bẫy Tình 1 - vai Thẩm Tư Thần
- 2006:Central Affairs II | Bẫy Tình 2 - vai Giang Hải Lam
- 2006:Sa Gia Bang
- 2006:Gọi 1 tiếng mẹ | Ân oán tình thù - vai Giản Tiểu Đơn
- 2007:Dark Tales II | Liêu Trai 2 - vai Long nữ Tiểu Kiều
- 2007:Tutor Queen | Nữ hoàng Phụ Đạo - vai Trần Khả Khả
- 2009:Dương Quý Phi Bí Sử - vai Quắc Quốc phu nhân
- 2010:Chuyện Cũ Cổ Thành - vai Tú Mai / Tú Cúc
- 2010:Chiến sĩ Tiêm Đao - vai Minh Tuệ
- 2010: Quốc sắc thiên hương - Vai Tô Vũ Ninh/ Hồng Ngọc
- 2011:Tìm anh đến thiên nhai - vai Ninh Hân Nhiên
- 2011:Người quả phụ thứ 9 - vai Vương Bồ Đà
- 2012:Bí danh Athena - vai Lưu Ly Tử
- 2013:Tử sai kỳ duyên - vai Hoắc Tiểu Ngọc
- 2014: Bí mật Pandora - vai Lưu Ly
- 2015: Long môn phi giáp 2015 - vai Kim Tương Ngọc

### Điện ảnh
- 2005:Moonlight in Tokyo | Trai gọi Tokyo - vai A Lục
- 2006:Undercover Hidden Dragon | Chí tôn vô lại - vai chị Xing (khách mời)
- 2007:The Closet | Dị trùng - vai Mạnh Bình
- 2007:Simply Actors | Diễn viên thực thụ - vai Judy (khách mời)
- 2008:Lady Cop & Papa Crook | Bộ đôi cọc cạch - vai Uyển Vy (khách mời)
- 2008:Accident | Ngoài ý muốn
- 2009:Sniper | Tay súng thần - vai Phạm Tuệ Thanh (khách mời)
- 2009:First 7th day | Hồn về đòi mạng – vai Lô Ngạn Phương
- 2009: Báo thù
- 2009:[Movie 2009] Unleashed (Fire Dragon) | Rồng lửa
- 2009:Flying Sand Spinning in the Wind | Phi Sa Phong Trung Chuyển
- 2010:Once A Gangster - vai Lan
- 2010:Fire Dragon - vai Tiểu Mỹ
- 2010:Thái Lý Phật Quyền - vai Tinh Tinh
- 2010:[Phim ngắn] Nhân hữu tam gấp - vai Nhậm Tử Tịnh
- 2010:Lý Tiểu Long Truyện - vai Lý Hợp Ngân
- 2010:Nữ Nhân Xuất Quỹ - vai Josephine
- 2010:Xa Thủ - vai
- 2010:Kiến Đảng Vĩ Nghiệp - vai Lý Lệ Trang
- 2011:Overheard 2 - vai Từ Hoan
- 2011: Thiết thính phong vân 2
- 2012: Độc chiến
- 2014: Thiết thính phong vân 3
- 2014: Bạo phong ngữ

### Kịch
- [Kịch phát thanh - 2001] Gia đìn lý tưởng | Ideal Home
- [Hí kịch - 2003] Đông phương trà hoa nữ tiết
- [Kịch sân khấu - 2005] Vũ đoàn HK kịch múa - kinh điển Châu Tuyền – vai Châu Tuyền

### Lồng tiếng điện ảnh
- Thiết thính phong vân – Nhậm Uyển Nhi (lồng tiếng Quảng Đông)
- Thập nguyệt vi thành - Phạm Băng Băng (lồng tiếng Quảng Đông, Phổ Thông)
- Triple Tap - Lý Băng Băng

### Quảng cáo
2000 – County Garden
2004 – Người đại diện Royal Bodyperfect
2005 – Người đại diện Bio cosmetic products (HK)
2006 – France Scented Princess Bath Foam
2005-2006 – Người đại diện Breast enhancement and slimming products (HK & Macau)
2005-2007 – Người đại diện Warm undergarments (China)
2007 – S&H beauty products
2008 – Fantasy Seahorse Bath Foam
2008 – Người đại diện mỹ phẩm JINOL'AI

### Tham gia diễn xuất trong video nhạc
Trịnh Y Kiện – Thiên sát cô tinh
Trần Hiểu Đông – Yêu em từ trong tim
Lương Hán Văn – Vận mệnh của tôi
Tôn Nam - Frank

### Khác
Notebook of the blue head – vai Tina
Phim quảng cáo Kim Chi Dục Nghiệt
Phim quảng cáo Tỉ muội kinh hồn

### Dẫn chương trình truyền hình
- 1999 – Bát thông giới giải trí (TVB8)
- 2005 – Dạ lại nữ nhân hương
- 2006 – Khu cấm nữ nhân (ATV)

### Dẫn chương trình phát thanh
- 2005 – Gia thiên hạ_The best of Michelle (đài TH Tân Thành)
- 2006 – Lễ trao giải Tân Thành phổ thông (đài TH Tân Thành)

## Sáng tác
- 2004 – Apple daily_Olympics: tình báo TVB
- 2005 – Báo Thanh Bình phương Nam_chuyên mục Diệp Tuyền
- 2005-2006 - Sun newspaper_Thiên Tuyền Địa Chuyển
- Tháng 7-2006 – Thượng Thiện Nhược Thủy_Tuyền công lược

## Giải thưởng
1998 - Giải nhất Cuộc thi Khoa học Thực Vật Thanh Niên Quốc tế ISEF
1999 – Nét đẹp cổ điển cuộc thi Hoa hậu Hoa Kiều Quốc tế
1999 – Quán quân cuộc thi Hoa hậu Hoa Kiều Quốc tế
2006 – Nữ diễn viên tiến bộ nhanh nhất Tân Thành
2008 – Nữ diễn viên điện ảnh bảng Phong Thường Trung Quốc
2010 - Nữ diễn viên phụ xuất sắc nhất giải thưởng điện ảnh Kim Tượng lần thứ 29 | Woman (Accident)
2010 - Nữ diễn viên ưu tú "Liên hoan video Thanh niên Quốc tế" | Nhân hữu tam gấp
2010 - Nữ diễn viên xuất sắc tại "Liên hoan Phim ĐA Người Mới" | Nhân hữu tam gấp

### Đã từng được vào danh sách đề cử
2002 – Nữ diễn viên tiến bộ nhanh nhất của TVB | Mạnh Lệ Quân, Bước Ngoặc Cuộc Đời
2006 – Nữ diễn viên mới giải Kim Tượng HK | Moonlight In Tokyo
2009 - Nữ diễn viên chính xuất sắc LHP ĐA Quốc tế Venice lần thứ 66 | Accident
2009 - Nữ diễn viên chính xuất sắc LHP ĐA châu Á Thái Bình Dương lần thứ 53 | Accident
2010 - Top 3 nữ diễn viên chính xuất sắc "Hội bình luận phim ĐAHK" lần thứ 16 | Accident
2010 - Nữ diễn viên phụ xuất sắc nhất LHP ĐAHK Kim Tượng | Accident
2010 - Nữ diễn viên chính xuất sắc Far East Film Festival | Fire Of Conscience
2010 - Nữ diễn viên chính xuất sắc 14th Puchon International Fantastic Film Festival | Fire Of Conscience